# Istituto zooprofilattico sperimentale dell'Abruzzo e del Molise
L'Istituto zooprofilattico sperimentale dell'Abruzzo e del Molise "Giuseppe Caporale" (IZSAM), con sede centrale a Teramo, è uno dei dieci istituti zooprofilattici sperimentali italiani. L'IZSAM è un ente sanitario di diritto pubblico che contribuisce al benessere fisico, mentale e sociale dell'uomo attraverso l'applicazione delle scienze veterinarie. L’approccio One Health si traduce in un’incessante azione di ricerca e sperimentazione rivolta al sistema integrato “sanità e benessere animale - sicurezza alimentare - salute umana - tutela ambientale” per garantire ai cittadini risposte adeguate ai bisogni di salute pubblica. L'IZSAM è uno strumento tecnico-scientifico delle Regioni Abruzzo e Molise e, soprattutto, del Ministero della Salute che svolge il ruolo di vigilanza nei confronti di tutti gli Istituti Zooprofilattici Sperimentali italiani.

## Storia
L'Istituto è stato fondato nel 1941 con la denominazione di "Istituto Zooprofilattico Interprovinciale di Teramo ed Ascoli Piceno". Nacque, infatti, come Consorzio interprovinciale tra le amministrazioni delle due Province, dei Comuni compresi all'interno delle due Province e della Camera di Commercio Industria ed Agricoltura di Teramo, per fornire assistenza tecnica e supporto diagnostico di laboratorio ai veterinari e agli allevatori del territorio. Nel 1946 fu chiamato a dirigere l'Istituto Giuseppe Caporale che, con la sua esperienza e le idee molto chiare, diede un grande impulso alla crescita dell'Ente: ad esempio riuscì a far costruire una nuova sede, imponente e funzionale, già nel 1949. Il duro lavoro giornaliero e le nuove condizioni sociopolitiche del Paese che si stava rialzando dopo la guerra, portarono in breve tempo l'Istituto di Teramo a divenire un autorevole punto di riferimento nell'ambito della medicina veterinaria italiana. Nel 1974 l'Istituto estese la giurisdizione al Molise, ma perse la provincia di Ascoli Piceno, assumendo così la denominazione che ancora oggi mantiene di Istituto Zooprofilattico Sperimentale dell'Abruzzo e del Molise. Nel 1978 l'Istituto fu intitolato a Giuseppe Caporale, il vero artefice del suo sviluppo, venuto a mancare improvvisamente l'11 aprile del 1976.

## Funzioni
L'IZS dell'Abruzzo e del Molise offre servizi a elevato contenuto di conoscenza e innovazione nei settori della Sanità animale, della Sanità Pubblica Veterinaria e della tutela dell'ambiente, per la salvaguardia della salute degli animali e dell'uomo. Ricerca e sperimentazione sono alla base del lavoro quotidiano dell'Istituto, che svolge prevalentemente attività inerenti alla sanità animale, alla sicurezza alimentare, all'epidemiologia, all'analisi del rischio, al benessere animale, alla cooperazione internazionale, alla formazione, alla progettazione, realizzazione e gestione di banche dati anagrafiche degli animali.
Tra le principali attività dell’Istituto ci sono: diagnosi e sorveglianza delle patologie veterinarie; produzione di kit diagnostici, terapeutici e profilattici per le malattie degli animali (anche quelle trasmissibili all’uomo, le zoonosi); indagini microbiologiche, chimiche e radiometriche sugli alimenti; sorveglianza epidemiologica sullo stato sanitario delle popolazioni animali, sull’igiene delle produzioni zootecniche e sui prodotti di origine animale; consulenza e assistenza agli allevatori per il miglioramento delle produzioni zootecniche; studio della genomica dei microrganismi tramite il sequenziamento di nuova generazione (Next Generation Sequencing) del DNA; salvaguardia del benessere animale; tutela della biodiversità del patrimonio faunistico; monitoraggio della qualità delle acque con indagini di biologia marina; rilevazione della presenza di radioattività sugli alimenti e controllo costante del livello dei contaminanti ambientali.

## Centri di eccellenza
In Istituto hanno sede diversi centri di eccellenza a livello regionale, nazionale e internazionale. Nelle regioni di competenza l'IZSAM è Osservatorio Epidemiologico Veterinario della Regione Abruzzo - OEVRA, Laboratorio Regionale Enterobatteri Patogeni e Centro Educazione Ambientale (Abruzzo); Centro Ricerche per gli Ecosistemi Marini e Pesca (Molise). In Italia l'IZSAM ricopre il ruolo di Centro di Referenza Nazionale (CRN) per lo studio e l'accertamento delle malattie esotiche degli animali dal 1991; CRN per l'epidemiologia veterinaria, la programmazione, l'informazione e l'analisi del rischio dal 1991; CRN per le brucellosi dal 1999; Centro Servizi Nazionale e banca dati nazionale dell'Anagrafe Zootecnica dal 2002; Laboratorio Nazionale di Riferimento (LNR) per la brucellosi, LNR per la febbre catarrale degli ovini e LNR per la peste equina dal 2006; LNR per Listeria monocytogenes, LNR per Campylobacter e LNR per le diossine e i PCB in mangimi e alimenti destinati al consumo umano dal 2007 (oggi denominato LNR per gli inquinanti organici persistenti alogenati nei mangimi e negli alimenti); CRN per l'igiene urbana veterinaria e le emergenze non epidemiche dal 2013; CRN per sequenze genomiche di microrganismi patogeni: banca dati e analisi di bioinformatica dal 2017. Sul piano internazionale l'IZSAM ricopre il ruolo di Laboratorio di Referenza (LdR) dell'Organizzazione Mondiale della Sanità Animale (WOAH, ex OIE) per le brucellosi e LdR WOAH per la pleuropolmonite contagiosa bovina dal 1993; Centro di Collaborazione (CC) WOAH per l’epidemiologia e l’organizzazione dei servizi eterinari nei paesi in via di sviluppo dal 1997 (nel 2020 tale CC è stato sostituito con la creazione di 4 differenti Centri: CC WOAH per la sicurezza alimentare per la produzione animale; CC WOAH per il benessere animale; CC WOAH l’epidemiologia, modelling e sorveglianza; CC WOAH per la formazione veterinaria e capacity building); LdR WOAH per la Bluetongue dal 2005; LdR WOAH per la West Nile Fever dal 2010. L'Istituto ricopre anche il ruolo di Centro di Referenza FAO per l'epidemiologia veterinaria dal 2012; Centro di Referenza dell'Unione Europea per il benessere dei ruminanti e degli equidi dal 2021; Centro di Referenza FAO per la salute animale e la sicurezza alimentare dal 2022; Centro di Referenza FAO per i coronavirus zoonotici (insieme all'IZS delle Venezie) dal 2022; Laboratorio di Riferimento dell'Unione Europea (EURL) per la Rift Valley Fever dal 2022.

## Attività culturali sul territorio
- Premio Speciale IZSAM "G. Caporale": dal 2010 l'Istituto promuove il Premio Speciale per un filmato sulla relazione uomo-animale, volto a diffondere la sensibilità e la conoscenza nei confronti degli animali attraverso il mezzo comunicativo del cinema, nell'ambito del Premio Internazionale della Fotografia Cinematografica “Gianni di Venanzo” di Teramo.
- One Health Award: l'Istituto ha promosso e organizzato la prima edizione di OHA che si è svolta a Teramo dal 14 al 16 ottobre 2022.

## Direttori
- Raffaello Zeetti (Direttore): 1941 - dicembre 1946
- Giuseppe Caporale (Direttore): dicembre 1946 - 11 aprile 1976
- Francesco Gramenzi (Direttore): 12 aprile 1976 - 31 luglio 1990
- Vincenzo Caporale (Direttore): 1 agosto 1990 - 31 ottobre 2011
- Rossella Lelli (Direttore F.F.): 1 novembre 2011 - 6 luglio 2012
- Giacomo Migliorati (Direttore F.F.): 7 luglio 2012 - 2 agosto 2012
- Fernando Arnolfo (Direttore Generale): 3 agosto 2012 - 15 dicembre 2015
- Giovanni Savini (Direttore Generale F.F.): 16 dicembre 2015 - 11 gennaio 2016
- Mauro Mattioli (Direttore Generale): 12 gennaio 2016 - 13 gennaio 2019
- Nicola D'Alterio (Direttore Generale F.F.) 14 gennaio 2019 - 5 febbraio 2020
- Nicola D'Alterio (Direttore Generale) 6 febbraio 2020 - in carica